# 서재환
서재환 (徐在奐, 1975년 11월 24일 ~ )은 대한민국의 야구코치이다. 동생은 투수 서재응이다.

## 학력
- 광주제일고등학교
- 인하대학교

## 선수 경력
- 1998년 해태 2차 10순위 지명포기
- 1998년 뉴욕 메츠 지명으로 입단하여 선수로 활동했음
- 2007년 서울고등학교 야구부 코치

## 가족 관계
- 동생 서재응